# スイーツ怪盗バニラムーン
『スイーツ怪盗バニラムーン』（スイーツかいとうバニラムーン）は、にしむらともこによる日本の漫画作品。怪盗ものだが、毎回スイーツが登場する作品となっている。
『ちゃお』（小学館）にて2017年2月号に読み切りとして掲載後、『ちゃおデラックス』（同）にて同年3月号から2018年11月号まで連載。『ちゃお』でも2017年7月号から9月号、同年12月号から2018年2月号まで連載された。

## 登場キャラクター
三日月 小麦（みかづき こむぎ）
本作の主人公。3月12日生まれ。ケーキ店の1人娘。シナモンや両親と4人暮らし。おじいちゃんが怪盗をしていたためあとを継いだ。
翔太が好き。
徳久 翔太（とくき しょうた）
小麦の同級生。11月11日生まれ。バニラムーンに助けられ、
バニラムーンが好きになった。
シナモン
小麦が飼っているサル。パートナー。とても役に立つ。
サヨ
小麦の友達。
レイラ
バニラムーンの依頼者。バニラムーンに感謝している。

## 制作背景
本作は「かっこいいバニラムーンの活躍と、おいしそうなスイーツ」を読者に楽しんでもらうために執筆されている。
登場人物の名前は、にしむらの出身地である兵庫県佐用町近辺の地名が入れられている。石井朱賀についてはシュガー（砂糖）から命名。第3話に登場する執事・槙千種は、にしむらの過去作品『花嫁といじわるダーリン』に登場する執事の千鳥といとこ同士という設定。
作中では小麦が制作したスイーツが登場する。第3話に登場するさくらクッキーや第4話のハートのラスクは料理研究家の神みよ子が考案しており、にしむらも実際に制作し、作中で描かれている。

## 単行本収録作品
星空のまんなか！
第1巻に収録。『ちゃおデラックス』2016年5月号から9月号まで連載。演劇を題材とした作品。にしむらは演劇を観ることが好きであるため、本作を楽しみながら執筆をしている。本作を描くにあたり、にしむらは実際に役者に取材を行っており、撮影風景の取材にはガールズユニット・Ciao Smilesのミュージックビデオの撮影を見学している。本作はにしむらの「演劇の楽しさが少しでも伝わるとうれしい」という思いが込められている作品である。
執事、当選しました！
第2巻に収録。『ちゃお』2016年4月号に掲載。にしむらが「執事ものが描きたい」と考え、執筆した作品。
つばさ スッキリさせます！
第3巻に収録。『ちゃおデラックス』2016年11月号に掲載。にしむらが「元気でまっすぐな女の子」を描きたいと考え、執筆した作品。
リリコ様の美しき事件簿
第4巻に収録。『ちゃおデラックス』2017年1月号に掲載。

## 書誌情報
- にしむらともこ 『スイーツ怪盗バニラムーン』 小学館〈ちゃおコミックス〉、全4巻
  1. 2017年7月4日初版発行（6月29日発売[19]）、ISBN 978-4-09-139446-0
  2. 2017年10月4日初版発行（9月29日発売[20]）、ISBN 978-4-09-139589-4
  3. 2018年4月4日初版発行（3月30日発売[21]）、ISBN 978-4-09-870053-0
  4. 2018年12月31日（12月26日発売[22]）、ISBN 978-4-09-870321-0